# Selección de rugby de Tahití
La selección de rugby de Tahití es la selección nacional de rugby de Polinesia Francesa y está regulada por la Fédération Tahitienne de Rugby de Polynésie Française.

## Síntesis
La selección tahitiana hizo su debut en competencias en los Juegos del Pacífico Sur 1971 cuando los torneos de rugby unión se celebraban en modalidad de 15 jugadores.
Cada 4 años disputa las clasificatorias regionales a la Copa del Mundo. Hasta ahora no ha clasificado a un mundial, su primer intento fue para Gales 1999.
Desde la fase clasificatoria para el mundial de Nueva Zelanda 2011 se celebra junto a la Oceania Cup.

## Palmarés
- Oceania Rugby Cup (1): 2017

## Participación en copas
| - no ha clasificado - Papeete 1971: 3º puesto - Suva 1979: 4º en el grupo - Apia 1983: 4º puesto - Puerto Moresby 1991: 4º en el grupo | - Oceania Cup 2007: 2º puesto en el grupo - Oceania Cup 2008: no participó - Oceania Cup 2009: no participó - Oceania Cup 2011: no participó - Oceania Cup 2013: 4º puesto (último) - Oceania Rugby Cup 2015: 2º puesto - Oceania Rugby Cup 2017: Campeón - Oceania Rugby Cup 2019: no participó |